# Imre Schlosser-Lakatos
Pour les articles homonymes, voir Schlosser.
Imre Schlosser-Lakatos, né le 11 octobre 1889 à Budapest et mort le 19 juillet 1959 dans la même ville, est un footballeur international hongrois qui a évolué au poste d'attaquant. Ce joueur offensif est considéré régulièrement comme l'un des meilleurs joueurs hongrois de tous les temps et européen en son époque,. Il est le meilleur buteur européen 4 fois consécutivement de 1911 à 1914.

## Biographie

### Carrière en tant que joueur
Né à Budapest en 1889, Imre Schlosser-Lakatos était connu sous le nom de Slózi. Le futur prodige est repéré par Ferencváros étant considéré comme l'un des clubs populaires de son pays et qui lui offert son premier contrat professionnel à 16 ans. Son impact au sein de jeu est immédiat grâce à son aisance balle au pied et sa précision chirurgicale. Technique, intelligent, rusé l'immense attaquant à la fine moustache était très bon de la tête et surtout très efficace devant le but. Il est considéré comme le premier grand joueur que la Hongrie ait connu.
Après avoir débuté très jeune, à 17 ans en 1906, en équipe de Hongrie, il totalise à la fin de sa carrière 68 sélections et 59 buts. Il a établi deux records,,. En équipe nationale, son seul fait d'arme est une participation aux Jeux olympiques de Stockholm en 1912.
Il a été l'un buteurs les plus prolifiques dans le monde du football pendant les premières années du XXe siècle. Imre Schlosser-Lakatos est aussi le meilleur buteur de tous les temps du championnat de Hongrie avec 411 buts en 301 matchs sous les couleurs du FTC et du MTK et totalise 417 buts,,. Avec le club de Ferencváros, il remporte sept fois le championnat de Hongrie, dont cinq d'affilée. Imre Schlosser-Lakatos termine meilleur buteur de la ligue sur l'ensemble des cinq saisons en championnat gagnés consécutivement de 1909 à 1913. Durant même les trois derniers titres gagnés successivement, il ne s'agissait pas seulement du titre de meilleur buteur de la Hongrie, mais du titre de meilleur buteur sur le continent européen, un exploit qu'il a répété pour une quatrième fois consécutive en 1914.
Il termine sa carrière à l'âge de 39 ans après une saison au 33 FC. En plus de 20 ans carrière il inscrit 496 buts en seulement 410 matchs officiels, ce qui lui fait un ratio étonnant de 1,21 but par match, largement plus que ceux dont les noms résonnent comme des références.

### Carrière en tant qu'entraîneur
Il entame une carrière d'entraîneur entre 1922 et 1926 en Suède (IFK Norrköping), en Autriche (Wiener AC) et en Pologne (Wisła Cracovie) mais sans grand succès.

### Mort
Il meurt le 19 juillet 1959, trois mois avant son 70e anniversaire.

## Palmarès
- Champion de Hongrie (7) : 1907, 1909, 1910, 1911, 1912, 1913, 1927 avec Ferencváros[14]
- Champion de Hongrie (6) : 1917, 1918, 1919, 1920, 1921 et 1922 avec le MTK Budapest
- Vainqueur de la Coupe de Hongrie (2):  1913 et 1927 avec Ferencváros
- Meilleur buteur de l'histoire du championnat de Hongrie avec 411 buts.
- Meilleur buteur du championnat de Hongrie (7) : 1909 (30 buts), 1910 (18 buts), 1911 (42 buts) 1912 (40 buts), 1913 (42 buts), 1914 (36 buts) et 1917 (38 buts)
- Meilleur buteur européen (4) : 1911, 1912, 1913, 1914